# Ópera (Schiff, 1979)
Die Ópera ist ein 1979 gebautes portugiesisches Fährschiff, das zunächst als Pinhal Novo auf dem Tejo verkehrte. Nach dem Verkauf 2006 und dem Umbau 2007 wird es dort als Ausflugs- und Restaurantschiff eingesetzt.

## Bau und technische Daten
Das Schiff wurde 1979 auf Bestellung der staatlichen portugiesischen Eisenbahngesellschaft Caminhos de Ferro Portugueses (CP) auf der Werft Estaleiros São Jacinto in São Jacinto nach der Tunes als zweites der beiden Schwesterschiffe gebaut. Beim Stapellauf erhielt die Fähre den Namen Pinhal Novo nach der gleichnamigen Freguesia Pinhal Novo, die auf der Península de Setúbal zwischen Lissabon und Setúbal liegt.
Die Länge des Schiffes beträgt 53,09 Meter, es ist 10,47 Meter breit und weist einen Tiefgang von 2,40 Metern auf. Das Schiff ist mit 893 BRT bzw. 684 NRT vermessen und hat eine Tragfähigkeit von 212 Tonnen. Der Antrieb besteht aus zwei MAN-Dieselmotoren, deren Leistung 2060 PS beträgt. Diese wirken auf zwei Schrauben, das Schiff erreicht eine Geschwindigkeit von 13,0 Knoten. Die Fähre war bei der Reederei Caminhos de Ferro Portugueses für 1608 Passagiere zugelassen. Die Besatzung bestand aus acht Mann.

## Geschichte

### Tejo-FährePinhal Novo
Nach der Ablieferung an die Caminhos de Ferro Portugueses im April 1979 setzte diese die neue Fähre auf dem Tejo ein. Die CP unterhielt neben den Eisenbahnstrecken auch den Fährbetrieb zwischen dem nördlichen Ufer des Tejo in Lissabon und dem südlichen Ufer zum Alentejo, um die Lücke im Eisenbahnbetrieb zu schließen. Sie nutzte die Pinhal Novo und die Tunes als Fähren auf der Linie zwischen dem Lissaboner Terminal Fluvial do Terreiro do Paço und dem Bahnhof Barreiro am Südufer des Flusses, der betrieblich als Teil der Linha do Sul galt. Diese Fährverbindung galt bis zur Errichtung der Eisenbahnverbindung über den Tejo im Jahre 1999 als fester Bestandteil des portugiesischen Eisenbahnnetzes. Für die CP verkehrte die Pinhal Novo zunächst bis 1993.
1993 gliederte die Eisenbahngesellschaft Caminhos-de-ferro portugueses, EP ihren Fährverkehr zwischen dem Lissabonner Fährterminal und dem Bahnhof Barreiro in das neue Unternehmen Soflusa – Sociedade Fluvial de Transportes, S.A. aus. Die Pinal Novo wurde dem neuen Unternehmen überschrieben und behielt auch ihren Namen. Auch an den Aufgaben gab es keine Änderungen. 2001 wiederum kaufte die staatliche Fährbetreiber Transtejo den Konkurrenten Soflusa auf und übernahm damit auch die Pinal Novo und ihr Schwesterschiff Tunes. Beide setzte sie weiterhin auf den angestammten Linien ein. Auch hier versahen die Schiffe ihren Dienst zuverlässig und ohne Vorkommnisse. 2005 wurde die Pinal Novo durch einen moderneren Katamaran ersetzt, die Fähre wurde zunächst in die Reserve versetzt und aufgelegt.

### Ausflugs- und RestaurantschiffÓpera
Im Jahr 2006 verkaufte Transtejo die Fähre an das Unternehmen Sociedade Fluvial de Transportes aus Lissabon. Diese ließ das Schiff auf der Lissabonner Werft Rocha do Conde de Óbidos zu einem Ausflugs- und Restaurantschiff umbauen und gab ihr den Namen Ópera. Es ist heute für Ausflugsfahrten für 340 Passagiere und als Restaurantschiff für 500 Gäste zugelassen. Heimathafen blieb Lissabon. Die Sociedade Fluvial de Transportes bietet mit der Ópera Ausflugsfahrten von Lissabon an, die als Zwei-Stunden-Rundfahrten täglich nach  Alcântara und Bélem führen oder als Dreistunden- bzw. Vierstundenfahrten für Gruppen beinhalten Mittagessen bzw. Abendessen. Darüber hinaus vermietet der Veranstalter das Schiff für Konferenzen, Meetings, Private Fahrten, Hochzeiten und Ähnliches.